# Archophileurus kolbeanus
Archophileurus kolbeanus är en skalbaggsart som beskrevs av Ohaus 1910. Archophileurus kolbeanus ingår i släktet Archophileurus och familjen Dynastidae. Inga underarter finns listade.